# Caesars Palace
36°07′04″N 115°10′30″V / 36.11778°N 115.17500°V
Caesars Palace er et hotel og kasino, beliggende på vestsiden af The Strip mellem Bellagio og The Mirage i Paradise, det velkendte turistområde syd for Las Vegas. Caesars Palace er ejet og drevet af Caesars Entertainment Corporation. Caesars Palace har 3.349 værelser, fordelt i fem tårne kaldet Augustus, Nobu (tidl. Centurion), Forum, Palace og Julius (tidl. Roman).

## Fakta om Caesars Palace i Las Vegas
I 1962 brugte Jay Sarno, der var motelejer, 10 millioner dollars til at planlægge hotellet. Pengene havde han lånt af Teamsters Central States Pension Fund. Bygningen af hotellet blev påbegyndt samme år, hvor det første tårn havde 680 værelser.
Jay Sarno havde svært ved at beslutte, hvilket navn hotellet skulle have. Han endte med at kalde det for Caesars Palace, fordi han tænkte at navnet ville fremkalde tanker om noget royalt, pga. den romerske hersker Julius Caesar. Jay Sarno mente at folk skulle føle at de i en konges hjem, når de var på hotellet. Hotellets navn er ofte stavet "Caesar's Palace", selv om det rigtig skal staves: "Caesars Palace".
Den 5. august 1966 blev hotellet indviet. Den aften stod Andy Williams and Phil Richards for underholdningen, hvor de begge spillede Julius Caesar. To dage efter blev latinmusikerne Xavier Cugat og salsadanseren Charo de første der blev gift på hotellet.
Den 15. juli 1969 blev der begravet en tidskapsel på grunden, men allerede et par dage efter blev den stjålet.
Den 31. december 1967 forsøgte vovehalsen Evel Knievel at springe over springvandet på motorcykel – men det lykkedes ikke og han kom alvorligt til skade.
I 1973 begyndte man at bygge en 16 etagers bygning for at få flere værelser – denne stod færdig året efter.
I 1973 forsøgte Gary Wells at springe over springvandet. Han fik en masse opmærksomhed, og en masse skader, da det ikke lykkedes.
I perioden 1980-1982 var der Formel 1 løb uden foran hotellet. Men det var ikke populært – hverken blandt publikum eller kørere. Kørerne synes det var alt for varmt og publikum svigtede. Selv om banen var nærmest perfekt at køre på, med gode muligheder for at overhale, betød varmen at kørerne var total udmattede efter løbet og de kunne dårlig gennemføre det.
I starten af 1980'erne var Caesars Palace blevet et bokse- og spillemekka. Den tidligere sværvægtsbokser Joe Louis arbejdede på hotellet med boksning, indtil hans død i 1981. Der står nu en statue af ham indenfor på hotellet. I 1982 gik den professionelle bokser Duk Koo Kim 14 omgange mod Ray Mancini på Caesars Palace. Efter de 14 omgange kollapsede han og døde. Efter denne tragiske hændelse, går man nu kun 12 omgange i professionel boksning.
Boksning er en rigtig god forretning for kasinoet. Tilskuerne bruger rigtig mange penge før og efter kampene, både på almindelig kasinospil og på sports væddemål.
Blandet de mest kendte kampe er "The Battle of the Little Giants": Sugar Ray Leonard vs. Thomas Hearns kampen, Larry Holmes vs. Gerry Cooney kampen, Marvin Hagler vs. Thomas Hearns, og kampen hvor Mike Tyson blev verdensmester i sværvægt i kampen mod Trevor Berbick, som Tyson vandt på knockout. De fleste kampe bliver bokset på parkeringspladsen.
Da Holmes and Cooney skulle bokse, måtte der tages ekstra sikkerhedsforanstaltninger, da både KKK og sorte grupper havde truet med at skyde bokserne før kampen. Som resultat af de trusler, var politiets skytter på plads på hotellet og de omkringliggende hotellers tage.
Det var også i 1980'erne, at hotellet åbnede en spillearkade med over 60 Atari videospil.
I 1989 lykkedes det endelig at springe over springvandet på motorcykel, da Evel Knievels søn Robbie Knievel foretog springet på motorcykel.
Da 1990'erne kom begyndte man at gøre hotellet mere familieorienteret – noget som mange af hotellerne i byen gjorde efter. Som resultat af denne forvandling, blev boksning sat lidt i baggrunden.
I 1992 åbnede et nyt tiltag: The Forum Shops. Det var en af de først steder hvor det at shoppe ikke bare handlede om at købe ind, men også skulle være en oplevelse.
I 1993 blev WrestleMania IX afholdt på hotellet. Temaet var "Verdens største Toga fest".
Hotellet har gennem tiden haft mange ejer: Sheraton, The Hilton International Corporation og ejes i dag af Caesars Entertainment Corporation.
Caesars har netop åbnet Roman Plaza – et åbent område med en café på hjørnet og Colosseum teatret, hvor navne som Céline Dion and Elton John optræder jævnligt. Colosseum blev speciel bygget til Céline Dion showet: A New Day. Dette show er skabt af Cirque du Soleil instruktøren Franco Dragone. Cirque du Soleil er en anderledes form for cirkus, hvor bl.a. kroppen er i fokus. Showet har nogen af de dyreste billetpriser i Las Vegas – op til 200$ for at se det – men det er stort set udsolgt hver gang.
Mange andre artister har optrådt, såsom Liberace, Cher, Julio Iglesias, David Copperfield og Gloria Estefan.
Hotellet bliver udvidet hele tiden og der er planer om endnu et hoteltårn.

## Fakta om Caesars Entertainment Corporation: Virksomheden bag Caesars Palace

### Navneskifte fra Harrah’s Entertainment til Caesars Entertainment Corporation
I 2010 skiftede virksomheden navn fra Harrah’s Entertainment til Caesars Entertainment Corporation. Virksomheden havde dog overvejet navneskiftet allerede i 2008, men det var først et par år senere, at de tog det endelige skridt. Det var oprindeligt Harra's Entertainment, som opkøbte Caesars Entertainment tilbage i 2005. De vælger dog stadigvæk navnet Caesars Entertainment Corporation, det er et mere internationalt og globalt respekteret brand.

### Konkursbegæringen i 2015
Caesars Entertainment Corporation erklærede sig i 2015 for konkurs. Virksomheden indgav dengang en anmodning om at indlede en saneringsprocedure i henhold til kapitel 11 i den amerikanske konkurskodeks. Dette gjorde det muligt for virksomheden at fortsætte som normalt, imens at virksomheden var beskyttet mod kreditorer, sådan at de kunne afvikle deres gæld. I oktober 2017 meddelte virksomheden, at de nu var klar til at træde ud af kapitel 11 i konkurskodekset. 

### Køb af flere casinoer i 2017 og fremtidsplaner om nye markeder
Selvom det kun er få år siden at hele virksomheden erklærede sig konkurs, har de i 2017 opkøbt to nye casinoer i USA i delstaten Indiana. Og på trods af at casinoet Caesar Palace i Las Vegas er det mest kendte af alle Caesars Entertainment Corporations casinoer, ejer de faktisk lidt over 40 af slagsen. Efter dette opkøb for hele 11,35 milliarder danske kroner nu altså 2 mere. Der er tale om Hoosier Park Racing i byen Andersen og Indiana Grand Racing and Casino i Shelbyville. Virksomheden bag Caesars Palace har endda planer om, at indtræde på det japanske marked, så snart det er lovligt. Dette skyldes, at casino og gambling langsomt både bliver lovligt og populært i det asiatiske land. Det er endnu ikke helt lovligt, men der er snak om, at gøre casinoer lovlige inden for den nærmeste fremtid.